# Лещенко, Сергей Андреевич
Лещенко Сергей Андреевич (род. 25.08.1930) — строитель-плотник, Герой Социалистического Труда (1975).
Новатор производства, рационализатор и наставник, активный участник восстановления Кривбасса. Создал школу передового опыта, успешно внедрил метод бригадного подряда. Участник ВДНХ.

## Биография
Сергей Лещенко родился 25 августа 1930 года. В 1948 году окончил ремесленное училище № 44 в Кривом Роге.

### Трудовой путь
- 1945—1948 — работник совхоза «Горняк»;
- 1948—1953 — плотник;
- 1953—1986 — бригадир комплексной бригады строительного управления «Промстрой» № 2 треста «Криворожстрой».

Почти всю трудовую жизнь отдал криворожским стройкам — сорок два года посвятил строительству объектов Криворожстали, участвовал в строительстве всех девяти домен. Создал и возглавил первую в Кривбассе комплексную строительную бригаду, которая особо отличилась на строительстве Доменной печи № 9, Сергей Андреевич закладывал капсулу под её фундамент.

## Награды
- 08.04.1975 — Герой Социалистического Труда — с вручением ордена Ленина и золотой медали «Серп и Молот»;
- Орден Ленина.

## Память
- Имя на Стеле Героев в Кривом Роге.